# Fræbbblarnir
Fræbbblarnir est un groupe islandais de pop, originaire de Kópavogur.

## Histoire

### Débuts
Fræbbblarnir est le plus ancien groupe de punk rock islandais. Il est formé en 1978 au Menntaskólinar de Kópavogur, et devait à l'origine ne jouer qu'une seule fois. Les fondateurs du groupe étaient Stefán Karl Guðjónsson, Valgarður Guðjónsson, Þorsteinn Hallgrímsson, Hálfdan Þór Karlsson et Barði Valdimarsson, mais le groupe a subi de nombreux changements de line-up au fil du temps. Le groupe est actif de 1978 à 1983, se réunit en 1996 et célèbre son 35e anniversaire en 2013. Le groupe est connu pour ses chansons rapides et mélodiques, et comptent un total de neuf EP, trois singles, cinq albums studio et une compilation.

### 1978–1983
Le premier concert du groupe a lieu le 25 novembre 1978 au festival Myrkramessa, dans l'objectif de se moquer de leur professeur de l'époque. Le Myrkramessa se concentrait sur le chant choral et les lectures de poésie. Après ce concert, l'existence du groupe se prolonge alors qu'une émission télévisée sur la vie au lycée devait être tournée.
Fræbbblarnir s'inspire à ses débuts de groupes de punk rock étrangers comme The Clash, Ramones et Stranglers, mais aucun groupe de punk rock islandais n'était actif. Ils se rendent vite compte que le punk et le new wave étaient très populaires chez les jeunes qui en avaient depuis longtemps assez de ce qui se passait sur la scène musicale islandaise. « Au début, quand on a commencé, on avait l'impression qu'on s'imposait aux gens. Mais après Borgina et surtout après avoir joué à Fellahelli, on sent qu'on est en osmose avec les gens. Le punk, c'est ce que les jeunes veulent, et maintenant des groupes de punk surgissent dans toute la ville [...] il y a beaucoup de gens ici qui en ont marre de ce qu'il y a autour d'eux. » Cependant, Fræbbblarnir ne se sont jamais définis comme un « groupe de new wave » et ont déclaré, entre autres, dans une interview : « On est avant tout un groupe de pop rock. On veut dire adieu au concept de la new wave, on joue notre propre musique et on ne suit pas la mode. »
Le premier album du groupe était le single False Death, sorti en 1980. La même année, l'album Viltu Nammi, Væna sort et remporte un grand succès.« La meilleure période de Fræbbl a été autour de la sortie de l'album Vilta Nammi, Væna. Ensuite, leur musique est devenue fraîche et puissante et ils ont eu de nombreuses grosses performances. » Un an plus tard, Fræbbblarnir sort Bjór, un EP de quatre chansons et les deux derniers albums du groupe ; Poppþéttar melódíur í rokkréttu samhengi et Warkweld in the West  sortent en 1982. Après cela, les Fræbbblarnir donnent de petits concerts et se séparent rapidement au début de 1983. Fræbbblarnir apparait aussi dans le film Rokk í Reykjavík de Friðrik Þór Friðriksson et joue un puissant groupe de punk et pop rock avec une puissante présence sur scène. Le groupe cesse ses activités en 1983,,,.

### Retour en 1996
En 1996, Valgarður Guðjónsson, Stefán Karl, Arnór Snorrason et Tryggvi Þór faisaient partie du groupe Glott avec Ellert Ellertsson à la basse. Ils ont souvent pratiqué de vieilles chansons de Fræbbbla et, par conséquent, la compilation Vilta Bjór, Væna sort de manière inattendue. Là, ils sont rejoints par Iðunni Magnúsdóttir, Brynja Scheving et Kristína Reynisdóttir pour chanter les chœurs et par la suite, le groupe se réunit. Dans les années suivantes, le groupe sort les albums Dásámle sönnun om hårdslíf (2000) et Dót (2004), et joue régulièrement lors de concerts, en plus d'avoir célébré son 35e anniversaire le 25 novembre 2013.

## Membres

### Membres actuels
- Valgarður Guðjónsson — chant, guitare (depuis 1978)
- Arnór « Assi » Snorrason — guitare (1981, depuis 1996)
- Ríkhardúr H. Friðriksson — guitare (1978-1979, depuis 2012)
- Helgi Briem — basse (depuis 2001)
- Guðmundur Þór Gunnarsson — batterie (depuis 2009)
- Iðunn Magnúsdóttir — chant (depuis 1996)

### Anciens membres
- Stefan Karl Guðjónsson — batterie (1978-2009)
- Kristín Reynisdóttir — chœurs (1996-2005)
- Brynja Scheving — chœurs (1996-2005)
- Dagný Zoëga — chœurs (1978)
- Óskar Þórisson — chanson (1978)
- Ellert Ellertsson — basse (1996-2000)
- Tryggvi Þór Tryggvason — guitare (1980-1982, 1996-2000)
- Howser's Hearts — clavier (1982)
- Sigurður Dagsson — guitare (1983)
- Snorri Björn Arnarson — guitare (1983)
- Steinthór Stefansson — basse (1980-1983)
- Kristinn Steingrímsson — guitare (1981-1982)
- Þorsteinn Hallgrímsson — basse (1978-1980)
- Ari Einarsson — guitare (1979-1980)
- Hálfdán Þór Karlsson — guitare (1978)
- Barði Valdimarsson — chanson (1978)

## Discographie
- 1980 : False Death (Smáskífa)
- 1980 : Viltu Nammi, Væna
- 1981 : Bjór (Smáskífa)
- 1982 : Poppþéttar melódíur í rokkréttu samhengi
- 1982 : Warkweld in the West (Smáskífa)
- 1996 : Viltu Bjór, Væna (Safnplata)
- 2000 : Dásamleg sönnun um framhaldslíf
- 2004 : Dót
- 2015 : Í hnotskurn